# 100 найкращих фантастичних книг на думку Аннік Бегуїн
100 найкращих творів наукової фантастики (фр. «Les 100 principaux titres de la science-fiction») — список найкращих науково-фантастичних, а також фентезійних творів, створений у 1981 році Аннік Бегуїн, відомою французькою бібліотекаркою, а також критиком-фантастикознавцем, що містив провідні на її думку романи та збірки нового «сутнісного» жанру, а також відзеркалював її особисті уподобання.
Оскільки цей список був опублікований у 1981 році і з того часу не був оновлений, він не враховує чимало робіт, опублікованих з того часу. Натомість пізніше видані найкращі фантастичні твори, опубліковані протягом наступних 15 років, були визначені в ході нагородження жанрової премії «Космос 2000», також створеної за ініціативою Аннік Бегуїн. Нижче в алфавітному порядку (за назвою твору) наведено перелік найкращих фантастичних книг на думку Аннік Бегуїн (1981 рік):
1. Рей Бредбері «451 градус за Фаренгейтом» (англ. «Fahrenheit 451», скор. 1950 як «Пожежник», 1953, доп. 1979)  (США)
2. Джордж Орвелл «1984» (англ. «1984», 1948)
3. Артур Кларк, "«2001: Космічна одісея» (англ. «2001: A Space Odyssey», 1968) (Шрі-Ланка)
4. П'єр Буль «Абсурдні казки[fr]» (англ. «Contes de l'absurde», 1953),  (Франція)
5. Джеймс Баллард «Багряні піски[en]» (англ. «Vermilion Sands», 1971)  (Велика Британія)
6. Говард Лавкрафт "Барва з позамежжя світу[fr] з циклу Міфи Ктулху (англ. «The Color Out of Space», 1927-1936; 1954)  (США)
7. Браєн Олдіс «Без зупинки» (англ. «Non-Stop», 1958)  (Велика Британія)
8. Фріц Лайбер «Безмежний час» (англ. «The Big Time», 1958),  (США)
9. Теодор Стерджон «Більше ніж люди» (англ. «More Than Human», 1953),  (США)
10. Фріц Лайбер «Блукач» (англ. «The Wanderer», 1964),  (США)
11. Жерар Клайн «Боги війни[fr]» (англ. «Les Seigneurs de la guerre», 1970),  (Франція)
12. Роберт Шеклі «Варіанти вибору» (англ. «Options», 1975),  (США)
13. Пол Андерсон «Вартові часу» (англ. «Guardians of Time», 1955—1960, 1960),  (США)
14. Рене Баржавель «Велика таємниця» (фр. «Le Grand Secret») (1973),  (Франція)
15. Наталі Еннеберг та Шарль Еннебер[fr] «Виразка» (фр. «La Plaie», 1964),  (Франція)
16. Пол Андерсон «Космічний хрестовий похід» (англ. «The High Crusade», 1960),  (США)
17. Роджер Зелазні «Володар світла» (англ. «Lord of Light», 1967)
18. П'єр Пело[en] «Гарячковий цирк» (фр. «Delirium Circus», 1977) (Франція)
19. Урсула Ле Гуїн «Гробниці Атуану» (англ. «The Tombs of Atuan», 1971),  (США)
20. Роджер Зелазні «Дев'ять принців Амбера» (англ. «Nine princes in Amber», 1970)
21. Філіп Хосе Фармер «Дейр[fr]» (англ. «Dare», 1965) , (США)
22. Філіп Хосе Фармер «Дивні стосунки[fr]» (англ. «Strange Relations», 1953—1960, 1960),  (США)
23. Френк Герберт «Діти Дюни» (англ. «Children of Dune», 1976) , (США)
24. Джек Венс «Дурдейн» (англ. «Durdane», 1971-73) , (США)
25. Френк Герберт «Дюна» (англ. «Dune», 1963/64),  (США)
26. Нормен Спінред «Жук Джек Беррон» (англ. «Bug Jack Barron», 1969)  (США)
27. Нормен Спінред «Гра розуму» (англ. «The Mind Game», 1980)  (США)
28. Говард Лавкрафт "За стіною сну[en] (англ. «Beyond the Wall of Sleep», 1917-1939; 1943)  (США)
29. Джон Браннер «Зазублена орбіта» (англ. «The Jagged Orbit», 1969)  (Велика Британія)
30. Роберт Сілверберг «Замок лорда Валентина[fr]» (англ. «Lord Valentine's Castle», 1979),  (США)
31. Едмонд Гемілтон «Зоряний вовк» (англ. «Starwolf»), трилогія про найманця Моргана Чейна: «Зброя з поза межі» (англ. «The Weapon from Beyond», 1967)/ «Закриті світи» (англ. «The Closed Worlds», 1968) / «Світ зоряних вовків» (англ. «World of the Starwolves», 1968)
32. Джон Браннер «Зупинка на Занзибарі» (англ. «Stand on Zanzibar»), 1968}})  (Велика Британія)
33. П'єр Буль «Ігри розуму» (англ. «Les Jeux de l'esprit», 1971),  (Франція)
34. Майкл Муркок Тетралогія «Історія рунного посоху[en]» (англ. «The History of the Runestaff», 1967—1969; випр. 1977; в одному томі — 1979)
35. Лі Брекет «Книга Скейта» (англ. «The Book of Skaith»), 1974—1976; 1976)  (США)
36. Курт Воннеґут «Колиска для кішки» (англ. «Cat's Cradle», 1963),  (США)
37. Бен Бова «Колонія» (англ. «Colony», 1978),  (США)
38. Фредрік Браун «Космос у моїх руках[en]» (англ. «Space on My Hands», 1942-1949; 1951) , (США)
39. Джеймс Баллард «Кристалічний світ» (англ. «The Crystal World», 1966)  (Велика Британія)
40. Айзек Азімов «Купуй Юпітер та інші оповідання[fr]» (англ. «Buy Jupiter and Other Stories», 1950—1957; 1975)  (США)
41. Урсула Ле  Гуїн «Ліва рука темряви» (англ. The Left Hand of Darkness, 1969),  (США)
42. Філіп Дік «Лікар Кривавогріш, або Як ми усі ми пережили бомбу» (англ. «Dr. Bloodmoney, or How We Got Along After the Bomb», рук. 1963, 1965)  (США)
43. Роберт Сілверберг «Людина в лабіринті» (англ. «The Man in the Maze», 1969),  (США)
44. Філіпп Кюрваль «Людина навпаки[fr]» (фр. «L'Homme à rebours») (1974),  (Франція)
45. Філіп Дік «Людина у високому замку» (англ. The Man in the High Castle, 1962),  (США)
46. Річард Метісон «Людина, що зменшується» (англ. «The Shrinking Man», 1956) , (США)
47. Роберт Гайнлайн (англ. Robert A. Heinlein)  — «Лялькарі» (англ. «The Puppet Masters», 1951)  (США)
48. Мішель Жьорі «Мавпи часу» (фр. «Les Singes du temps», (1974) (Франція)
49. Рей Бредбері «Марсіанські хроніки» (англ. «The Martian Chronicles», 1946—1950; 1950)  (США)
50. Фредрік Браун «Марсіяни, забирайтеся додому» (англ. «Martians, Go Home», 1954)  (США)
51. Френк Герберт «Месія Дюни» (англ. «Dune Messiah», 1969) , (США)
52. Кліффорд Сімак «Місто» (англ. City, 1944—1951)  (США)
53. Наталі Еннеберг та Шарль Еннебер[fr] «Народження богів» (фр. «La Naissance des dieux», 1954),  (Франція)
54. Мішель Жьорі (фр. Michel Jeury) «Невизначений час» (фр. «Les Temps incertain», (1973) (Франція)
55. Рене Баржавель, «Необережний мандрівник» (фр. «Le Voyageur imprudent», (1943),  (Франція)
56. Рене Баржавель «Ніч часів[fr]» (фр. «La Nuit des temps», 1968),  (Франція)
57. Стефан Вуль «Нюрк» (фр. «Niourk», 1957),  (Франція)
58. Філіп Дік «Око у небі[en]» (англ. «Eye in the Sky »), рук. 1955; доп. 1957}})  (США)
59. Урсула Ле Гуїн «Останній берег» (англ. «The Farthest Shore», 1971),  (США)
60. Майкл Муркок Тетралогія «Остаточна програма» (англ. «The Final Programme», 1967—1968),  (Велика Британія)
61. Роджер Желязни «Острів мертвих» (англ. «Isle of the Dead», 1969),  (США)
62. Роберт Шеклі "Паломництво на Землю[en] (англ. «Pilgrimage to Earth», 1954-1956; 1957)  (США)
63. Фредрік Браун «Парадокс загублено та 12 великих науково-фантастичних оповідань» (англ. «Paradox Lost, and Twelve Other Great Science Fiction Stories», 1942-1965; 1973) , (США)
64. Франсіс Карсак «Паразити в гриві лева» (фр. «La vermine du lion»}, 1967}}),  (Франція)
65. Кетрін Люсіль Мур «Північний захід Землі[en]» (англ. «Northwest of Earth», 1933-1940, 1954) , (США)
66. П'єр Буль «Планета мавп» (фр. «La Planète des Singes», 1963),  (Франція)
67. Джек Венс «Планета пригод[en]» (англ. «Planet of Adventure», 1968-70) , (США)
68. Енн Маккефрі «Політ дракона» (англ. «Dragonflight», 1968) , (Ірландія)
69. Артур Кларк «Побачення з Рамою» (англ. «Rendezvous With Rama», 1973) (Шрі-Ланка)
70. Альфред ван Вогт «Подорож Космічного гончака» (англ. «The Voyage of the Space Beagle», 1939-1950, 1950)  (Канада)
71. Джон Браннер «Полімат» (англ. «Polymath»), 1964; доп. 1974}})  (Велика Британія)
72. Джеймс Баллард «Посуха, або Спалений світ[en]» (англ. «The Drought», or «The Burning World», 1964)  (Велика Британія)
73. Олдос Гакслі «Прекрасний новий світ» (англ. «Brave New World», 1932)  (Велика Британія)
74. Рей Бредбері (англ. Ray Bradbury)  «Розмальована людина[en] (англ. «The Illustrated Man», 1947-1951; 1951)  (США)
75. Лайон Спрег де Кемп (англ. Lyon Sprague de Camp)  Дилогія „Рука Зеї“ (англ. «The Hand of Zei», 1950; 1981 — під однієєю обкладинкою)  (США)
76. Роберт Сілверберг „Світ зсередини“ (англ. «The World Inside», 1970-71)  (США)
77. Альфред ван Вогт дилогія „Світ Нуль-А“ (англ. «The World of Null-A», 1948, 1950) / „Пішаки Нуль-А“ (англ. «The Pawns of Null-A», 1948-49, 1956)  (Канада)
78. Альфред ван Вогт „Слен“ (англ. «Slan», 1940))  (Канада)
79. Джеймс Бліш „Справа совісті“ (англ. «A Case of Conscience», 1958)  (США)
80. Айзек Азімов — „Сталеві печери“ (англ. «The Caves of Steel», 1953),  (США)
81. Річард Каупер „Сутінки Бріарею“ (англ. «The Twilight of Briareus», 1974) (Велика Британія)
82. Лі Брекет „Таємниця Сінгарату[en]“ (англ. «The Secret of Sinharat»), 1949 — „Королева марсіянських катакомб“;1964)  / „Люди талісмана[en]“ (англ. «People of the Talisman»), 1951 — „Чорні амазонки Марса“; 1964)  (США)
83. Філіп Хосе Фармер „Темний задум[en]“ (англ. «The Dark Design», 1977) , (США)
84. Джек Вільямсон „Темніше, ніж ти гадаєш“ (англ. «Darker Than You Think», скор. 1940, доп. 1948)  (США)
85. Альфред ван Вогт „Темрява на Діамантині“ (англ. «The Darkness on Diamondia», 1972)  (США)
86. Кліффорд Сімак „Тут збираються зірки“ (англ. «Here Gather the Stars», 1961)  (США)
87. Філіп Хосе Фармер У свої зруйновані тіла поверніться (англ. To Your Scattered Bodies Go, 1971)  (США)
88. Філіп Дік „Убік“ (англ. «Ubik», 1969)  (США)
89. Артур Кларк, „Фонтани раю“ (англ. «The Fountains of Paradise», 1979) (Шрі-Ланка)
90. Браєн Олдіс „Франкенштайн звільнений[fr]“ (англ. «Frankenstein Unbound», 1973)  (Велика Британія)
91. Айзек Азімов Трилогія „Фундація“ (англ. «Fundation», 1941-50; 1951—1953) : „Фундація“ (англ. «Fundation», 1941-44; 1951) ; „Фундація та Імперія“ (англ. «Foundation and Empire», 1945; 1952) ; „Друга Фундація“ (англ. «Друга Фундація », 1948-50; 1953)  (США)
92. Філіп Хосе Фармер „Хадон з давнього Опару[en]“ (англ. «Hadon of Ancient Opar», 1974) , (США) / Філіп Хосе Фармер „Політ до Опару[en]“ (англ. «Flight to Opar», 1976) , (США)
93. Річард Каупер „Хранителі та інші оповідання“ (англ. «The Custodians and other stories», 1976) (Велика Британія)
94. Філіпп Кюрваль „Таємне обличчя бажання“ (фр. «La Face cachée du désir», 1980),  (Франція)
95. Роберт Е. Гайнлайн „Чужинець у чужій землі“ (англ. «Stranger in a Strange Land», 1961)  (США)
96. Кліффорд Сімак „Шарміцель [fr]“ (англ. «Skirmish», 1956 — 1975, 1979),  (США)
97. Фредрік Браун „Що за божевільний Всесвіт“ (англ. «What Mad Universe», 1949) , (США)
98. Урсула Ле Гуїн „Чарівник Земномор'я“ (англ. «A Wizard of Earthsea», 1968)  (США)
99. Річард Метісон „Я — легенда“ (англ. «I Am Legend», 1954), , (США)
100. Рей Бредбері „Я співаю «Тіло електричне»[en] (англ. «I Sing the Body Electric», 1948-1969; 1969)  (США)